# Borya septentrionalis
Borya septentrionalis là một loài thực vật có hoa trong họ Boryaceae. Loài này được F.Muell. mô tả khoa học đầu tiên năm 1865.